# Yunus Sentamu
Yunus Sentamu est un footballeur ougandais, né le 13 août 1994 à Kampala en Ouganda. Il  occupe le poste d'attaquant.

## Biographie
Lors de la Ligue des champions de la CAF 2014, il inscrit un but lors de la demi-finale retour contre le club tunisien du Club Sportif Sfaxien.

## Palmarès
- Finaliste de la Ligue des champions de la CAF en 2014 avec l'AS Vita Club